# Machismo ruso
El Machismo ruso (AFI: /ˈmakɪzmo/) fue un término aplicado a una variedad de puntos de vista políticos/filosóficos que surgieron en la Rusia Imperial a principios del siglo XX, antes de la Revolución Rusa. Compartían un interés en los conocimientos científicos y filosóficos de Ernst Mach. Muchos, pero no todos, de los Machistas rusos eran marxistas, y algunos veían el Machismo como un ingrediente esencial de una visión materialista del mundo. El término comenzó a utilizarse alrededor de 1905, principalmente como una expresión polémica utilizada por Lenin y Georgi Plejánov. Con el deseo compartido de defender una explicación "ortodoxa" del marxismo, desde su perspectiva diferente, ambos dividieron a los oponentes de esta supuesta ortodoxia en "idealistas" y "Machistas". El término siguió siendo un indicador de la desaprobación marxista-leninista desde la década de 1920 hasta la década de 1970. Esto se evidenció en el uso que hizo Alexander Máximov del término para criticar a Boris Hessen en 1928. También se puede observar en el capítulo de Évald Iliénkov sobre "El marxismo contra el Machismo como filosofía de la reacción sin vida" en Dialéctica Leninista y la Metafísica del Positivismo (1979).

## Enfrentamiento con el idealismo
En 1902, Pavel Ivanovich Novgorodtsev editó el libro Problemas del Idealismo (Problemy Idealizma), que incluía contribuciones de Serguéi Bulgákov, Yevgueni Trubetskói, Serguéi Trubetskói, Piotr Struve, Nikolái Berdiáyev, Semión Frank, Serguéi Askoldov, Bogdán Kistiakovski, Aleksander Lappo-Danílevski, Serguéi Oldenburg y Zhúkovski. Al proclamar el advenimiento de un nuevo movimiento idealista, también denigró al positivismo por ser estrecho y dogmático.

## Enfrentamiento con Lenin
La publicación de Estudios sobre la Filosofía del Marxismo (en ruso: Очерки по философии Марксизма) en 1908 marcó un momento clave en la aparición de este punto de vista. Sin embargo, si bien muchos de los defensores del Machismo ruso lo consideraban una contribución importante para obtener una visión materialista del mundo, Vladimir Lenin fue un oponente constante; citó a Bazasov, Bogdanov, Lunacharski, Berman, Gelfond, Yushkevich, Sergei Suvorov y Nikolai Valentinov como tal.[cita requerida]

## Destacados "Machistas" rusos
Esta lista incluye a personas que en algún momento han sido descritas como "Machistas" rusos:
- Vladímir Bazarov
- Yakov Berman
- Aleksándr Bogdánov
- Osip Gelfond
- Borís Jessen
- Serguéi Suvórov
- Nikolái Valentínov
- Pável Yushkévitch